# ريتشارد مارتن مريديث
ريتشارد مارتن مريديث هو قاضي ومحامي كندي، ولد في 27 مارس 1847، وتوفي في 20 مايو 1934.